# Hymenocallis harrisiana
Hymenocallis harrisiana es una especie de planta bulbosa geófita perteneciente a  la familia de las amarilidáceas. Es originaria del centro y sudoeste de México.

## Descripción
Es una especie caducifolia de México. Las hojas en forma de cintas son glaucas, ya que proviene de una zona árida. La flor tiene una pequeña corona perfumada. Cada flor dura sólo una noche oscura.r

## Taxonomía
Hymenocallis harrisiana fue descrita por Herb. y publicado en Edwards's Botanical Register 26: 35, en el año 1840.

## Etimología
Hymenocallis: nombre genérico que proviene del griego y significa "membrana hermosa", aludiendo a la corona estaminal que caracteriza al género.
harrisiana: epíteto.

## Sinonimia
- Pancratium harrisianum (Herb.) Matuda, Anales Inst. Biol. Univ. Nac. México 31: 60. 1961.
- Hymenocallis dillenii M.Roem., Fam. Nat. Syn. Monogr. 4: 174. 1847.
- Hymenocallis milleri M.Roem., Fam. Nat. Syn. Monogr. 4: 177. 1847.
- Nemepiodon mexicanum (L.) Raf., Fl. Tellur. 4: 22. 1838.
- Pancratium mexicanum L., Sp. Pl.: 290. 1753.
- Troxistemon mexicanus (L.) Raf., Fl. Tellur. 4: 123. 1838.[4]

## Distribución
Se le encuentra silvestre en los Estados del centro del país como: Tlaxcala, Hidalgo, Puebla y Estado de México.